# Zgrada, Magistratska 6 (Krapina)
Zgrada Osnovne škole, Magistratska 6 je objekt u gradu Krapina.

## Opis
Ugrađena jednokatnica tlocrta u obliku slova "L" orijentirana zapadnim pročeljem prema ulici, sagrađena je tijekom 1830-ih. Ulično je pročelje raščlanjeno sa šest prozorskih osi prozorima u ravnini zidnog plašta. U prizemnoj se zoni otvori nalaze u osi prozora gornje etaže. Ulaz u zgradu ima dovratnik sa segmentnim nadvojem. Završni vijenac je profiliran. S dvorišne se strane nalazi zidana galerija. Zgrada je građena opekom. Prostorije u prizemlju presvođene su češkim i pruskim svodovima, u dvorišnom krilu bačvastim svodom. Prozorske su niše skošene i završavaju segmentnim nadvojem. Stropna konstrukcija je drveni grednik. Krovište je dvostrešno, pokriveno glinenim crijepom.

## Zaštita
Pod oznakom Z-5311 zavedena je kao nepokretno kulturno dobro – pojedinačno, pravna statusa zaštićena kulturnog dobra, klasificirano kao "profana graditeljska baština".